# Saison 2018-2019 du Montpellier Hérault Rugby
Cette page présente la saison 2018-2019 du Montpellier Hérault Rugby en Top 14 et en Coupe d'Europe.

## Entraîneurs
- Vern Cotter
- Nathan Hines
- Alex King

## Effectif
| Nom                     | Poste                    | Naissance         | Nationalité sportive | Sélections | Dernier club         | Arrivée au club (année) |
| ----------------------- | ------------------------ | ----------------- | -------------------- | ---------- | -------------------- | ----------------------- |
| Mikheil Nariashvili     | Pilier                   | 25 mai 1990       | Géorgie              |            | RC Aia               | 2010                    |
| Yvan Watremez           | Pilier                   | 21 avril 1989     | France               |            | Biarritz Olympique   | 2012                    |
| Davit Kubriashvili      | Pilier                   | 3 décembre 1986   | Géorgie              |            | Stade Français Paris | 2015                    |
| Jannie du Plessis       | Pilier                   | 16 novembre 1982  | Afrique du Sud       |            | Sharks               | 2015                    |
| Grégory Fichten         | Pilier                   | 13 août 1990      | France               | -          | RC Narbonne          | 2016                    |
| Antoine Guillamon       | Pilier                   | 4 juin 1991       | France               | -          | US Oyonnax           | 2016                    |
| Mohamed Haouas          | Pilier                   | 9 mars 1994       | France               | -          | Formé au club        | 2017                    |
| Daniel Brennan          | Pilier                   | 23 septembre 1998 | France               | -          | Stade toulousain     | 2018                    |
| Ushangi Tcheishvili     | Pilier                   | 29 août 1997      | Géorgie              | -          | RC Aia               | 2018                    |
| Levan Chilachava        | Pilier                   | 17 août 1991      | Géorgie              |            | RC Toulon            | 2018                    |
| Bismarck Du Plessis     | Talonneur                | 22 mai 1984       | Afrique du Sud       |            | Sharks               | 2015                    |
| Romain Ruffenach        | Talonneur                | 4 septembre 1994  | France               | -          | Biarritz Olympique   | 2016                    |
| Vincent Giudicelli      | Talonneur                | 25 juin 1997      | France               | -          | Lyon OU              | 2017                    |
| Youri Delhommel         | Talonneur                | 6 mars 1996       | France               | -          | RC Massy             | 2018                    |
| Jacques du Plessis      | 2e ligne                 | 12 août 1993      | Afrique du Sud       | -          | Bulls                | 2015                    |
| Paul Willemse           | 2e ligne                 | 13 novembre 1992  | Afrique du Sud       | -          | FC Grenoble          | 2015                    |
| Nico Janse van Rensburg | 2e ligne                 | 6 mai 1994        | Afrique du Sud       | -          | Bulls                | 2016                    |
| Konstantin Mikautadze   | 2e ligne                 | 1er juillet 1991  | Géorgie              |            | RC Toulon            | 2016                    |
| Jimi Maximin            | 2e ligne                 | 3 avril 1999      | France               |            | Formé au club        | 2017                    |
| Julien Le Devedec       | 2e ligne                 | 4 juin 1986       | France               |            | CA Brive             | 2018                    |
| Fulgence Ouedraogo      | 3e ligne aile            | 21 juillet 1986   | France               |            | Formé au club        | 2004                    |
| Kélian Galletier        | 3e ligne aile            | 18 mars 1992      | France               |            | Formé au club        | 2011                    |
| Wiaan Liebenberg        | 3e ligne aile            | 31 août 1992      | Afrique du Sud       | -          | Bulls                | 2015                    |
| Julien Bardy            | 3e ligne aile            | 3 avril 1986      | Portugal             |            | ASM Clermont         | 2017                    |
| Yacouba Camara          | 3e ligne aile            | 2 juin 1994       | France               |            | Stade toulousain     | 2017                    |
| Valentin Sese           | 3e ligne aile            | 7 février 1997    | France               | -          | Stade Français Paris | 2017                    |
| Martin Devergie         | 3e ligne aile            | 26 juin 1995      | France               | -          | US Colomiers         | 2017                    |
| Louis Picamoles         | 3e ligne centre          | 5 février 1986    | France               |            | Northampton Saints   | 2017                    |
| Kévin Kornath           | 3e ligne centre          | 27 décembre 1996  | France               | -          | FC Grenoble          | 2017                    |
| Benoît Paillaugue       | Demi de mêlée            | 17 novembre 1987  | France               | -          | FC Auch              | 2009                    |
| Ruan Pienaar            | Demi de mêlée            | 10 mars 1984      | Afrique du Sud       |            | Ulster               | 2017                    |
| Enzo Sanga              | Demi de mêlée            | 19 mai 1995       | France               | -          | ASM Clermont         | 2017                    |
| Gela Aprasidze          | Demi de mêlée            | 14 janvier 1998   | Géorgie              |            | Lelo Saracens        | 2017                    |
| Julien Tomas            | Demi de mêlée            | 21 avril 1985     | France               |            | Section paloise      | 2018                    |
| Aaron Cruden            | Demi d'ouverture         | 8 janvier 1989    | Nouvelle-Zélande     |            | Chiefs               | 2017                    |
| Thomas Darmon           | Demi d'ouverture         | 12 mai 1998       | France               | -          | Formé au club        | 2017                    |
| Yvan Reilhac            | Centre                   | 9 juin 1995       | France               | -          | Formé au club        | 2015                    |
| François Steyn          | Centre, Demi d'ouverture | 14 mai 1987       | Afrique du Sud       |            | Toshiba Brave Lupus  | 2016                    |
| Alexandre Dumoulin      | Centre                   | 24 septembre 1989 | France               |            | Racing 92            | 2016                    |
| Vincent Martin          | Centre, ailier           | 4 septembre 1992  | France               | -          | US Oyonnax           | 2016                    |
| Arthur Vincent          | Centre, Demi d'ouverture | 30 septembre 1999 | France               | -          | Formé au club        | 2017                    |
| Jan Serfontein          | Centre                   | 15 avril 1993     | Afrique du Sud       |            | Bulls                | 2017                    |
| Timoci Nagusa           | Ailier, centre           | 14 juillet 1987   | Fidji                |            | Ulster               | 2010                    |
| Nemani Nadolo           | Ailier                   | 31 janvier 1988   | Fidji                |            | Crusaders            | 2016                    |
| Gabriel N'Gandebe       | Ailier                   | 30 mars 1997      | France               | -          | RC Massy Essonne     | 2017                    |
| Benjamin Fall           | Arrière, ailier          | 3 mars 1989       | France               |            | Racing Métro 92      | 2014                    |
| Henry Immelman          | Arrière, centre          | 26 mai 1995       | Afrique du Sud       | -          | Free State Cheetahs  | 2016                    |
| Johan Goosen            | arrière                  | 27 juillet 1992   | Afrique du Sud       |            | Cheetahs             | 2018                    |

## Calendrier

### Matchs amicaux
- AS Béziers - Montpellier HR :  20 - 24
- Montpellier HR - Western Province :  26-  7

### Top 14
| - Montpellier HR - Castres Olympique : 20 - 25 - Montpellier HR - Stade rochelais : 36 - 14 - Union Bordeaux-Bègles - Montpellier HR : 9 - 9 - Lyon OU - Montpellier HR : 55 - 13 - Montpellier HR - Stade toulousain : 66 - 15 - USA Perpignan - Montpellier HR : 20 - 23 - Montpellier HR - RC Toulon : 29 - 17 - Stade français Paris - Montpellier HR : 25 - 20 - Montpellier HR - Racing 92 : 13 - 27 - SU Agen - Montpellier HR : 15 - 18 - Montpellier HR - ASM Clermont : 23 - 28 - FC Grenoble - Montpellier HR : 17 - 16 - Montpellier HR - Section paloise : 41 - 13 | - Castres Olympique - Montpellier HR : 9 - 12 - Stade rochelais - Montpellier HR : 27 - 25 - Montpellier HR - Union Bordeaux-Bègles : 37 - 10 - Montpellier HR : Lyon OU : 14 - 25 - Stade toulousain - Montpellier HR : 27 - 14 - Montpellier HR - USA Perpignan: 10 - 28 - RC Toulon - Montpellier HR : 18 - 21 - Montpellier HR - Stade français Paris : 42- 25 - Racing 92 - Montpellier HR : 26 - 25 - Montpellier HR - SU Agen : 33 - 17 - ASM Clermont - Montpellier HR : 27 - 28 - Montpellier HR - FC Grenoble : 47 - 12 - Section paloise - Montpellier HR : 15 - 24 |

| Rang | Club                  | J  | V  | N | D  | Bo | Bd | Pm  | Pe  | Diff | Pts |
| ---- | --------------------- | -- | -- | - | -- | -- | -- | --- | --- | ---- | --- |
| 1    | Stade toulousain      | 26 | 21 | 2 | 3  | 9  | 1  | 820 | 508 | +312 | 98  |
| 2    | ASM Clermont          | 26 | 16 | 3 | 7  | 9  | 4  | 828 | 535 | +293 | 83  |
| 3    | Lyon OU               | 26 | 17 | 1 | 8  | 7  | 1  | 683 | 525 | +158 | 78  |
| 4    | Racing 92             | 26 | 15 | 1 | 10 | 8  | 4  | 750 | 563 | +187 | 74  |
| 5    | Stade rochelais       | 26 | 16 | 0 | 10 | 6  | 1  | 719 | 616 | +103 | 71  |
| 6    | Montpellier HR        | 26 | 14 | 1 | 11 | 6  | 6  | 659 | 546 | +113 | 70  |
| 7    | Castres olympique (T) | 26 | 15 | 0 | 11 | 4  | 5  | 508 | 499 | +9   | 69  |
| 8    | Stade français Paris  | 26 | 14 | 0 | 12 | 4  | 4  | 583 | 579 | +4   | 64  |
| 9    | RC Toulon             | 26 | 12 | 0 | 14 | 6  | 3  | 572 | 542 | +30  | 57  |
| 10   | Union Bordeaux Bègles | 26 | 12 | 1 | 13 | 4  | 3  | 618 | 711 | -93  | 57  |
| 11   | Section paloise       | 26 | 9  | 0 | 17 | 2  | 5  | 501 | 763 | -262 | 43  |
| 12   | SU Agen               | 26 | 8  | 1 | 17 | 0  | 4  | 431 | 654 | -223 | 38  |
| 13   | FC Grenoble (P)       | 26 | 5  | 2 | 19 | 0  | 5  | 448 | 691 | -243 | 29  |
| 14   | USA Perpignan (P)     | 26 | 2  | 0 | 24 | 0  | 4  | 433 | 821 | -388 | 12  |

### Phases finales

#### Barrages
| Samedi 1er juin 2019 17 h 00 | Lyon OU | 21 - 16 (11 - 13) | Montpellier HR | Matmut Stadium Gerland, Lyon 17 002 spectateurs Arbitre : Alexandre Ruiz |
| Samedi 1er juin 2019 17 h 00 | Essai(s) : 2 Barassi (13e), Ngatai (69e) Transformation(s) : 1 Wisniewski (69e) Pénalité(s) : 3 (21e, 40e, 53e) |                   | Essai(s) : 1 Cruden (4e) Transformation(s) : 1 Paillaugue (4e) Pénalité(s) : 3 Paillaugue (11e, 29e), Cruden (61e) | Matmut Stadium Gerland, Lyon 17 002 spectateurs Arbitre : Alexandre Ruiz |
| Samedi 1er juin 2019 17 h 00 | |                   | | Matmut Stadium Gerland, Lyon 17 002 spectateurs Arbitre : Alexandre Ruiz |

### Coupe d'Europe
Dans la Coupe d'Europe le Montpellier HR, fait partie de la poule 5 et sera opposé aux Français du RC Toulon, aux Écossais du Edinburgh Rugby  et aux Anglais des Newcastle Falcons.
| - Montpellier HR - Edinburgh Rugby : 21 - 15 - Newcastle Falcons - Montpellier HR : 23 - 20 - RC Toulon - Montpellier HR : 38 - 28 | - Montpellier HR - RC Toulon : 34 - 13 - Montpellier HR - Newcastle Falcons : 45 - 8 - Edinburgh Rugby - Montpellier HR : 19 - 10 |

Avec 3 victoires et 3 défaites, le Montpellier HR termine 
2e de la poule 5 et n'est pas qualifié pour les quarts de finale.

| Rang | Équipe            | J | V | N | D | Em | Ee | Bo | Bd | Pm  | Pe  | Diff | Pts |
| ---- | ----------------- | - | - | - | - | -- | -- | -- | -- | --- | --- | ---- | --- |
| 1    | Édimbourg Rugby   | 6 | 5 | 0 | 1 | 16 | 11 | 2  | 1  | 154 | 83  | +71  | 23  |
| 2    | Montpellier HR    | 6 | 3 | 0 | 3 | 21 | 11 | 3  | 1  | 158 | 116 | +42  | 16  |
| 3    | RC Toulon         | 6 | 2 | 0 | 4 | 16 | 21 | 1  | 1  | 134 | 180 | -46  | 10  |
| 4    | Newcastle Falcons | 6 | 2 | 0 | 4 | 10 | 20 | 0  | 1  | 102 | 169 | -67  | 9   |

## Statistiques

### Championnat de France
Meilleurs réalisateurs
| Rang | Joueur | Poste | Points | Essais | Transf. | Pén. | Drops |
| ---- | ------ | ----- | ------ | ------ | ------- | ---- | ----- |
| 1    | -      | -     | -      | -      | -       | -    | -     |
| 2    | -      | -     | -      | -      | -       | -    | -     |
| 3    | -      | -     | -      | -      | -       | -    | -     |

Meilleurs marqueurs
| Rang | Joueur | Poste | Essais |
| ---- | ------ | ----- | ------ |
| 1    | -      | -     | -      |
| 2    | -      | -     | -      |
| 3    | -      | -     | -      |
| 4    | -      | -     | -      |
| 5    | -      | -     | -      |

### Coupe d'Europe
Meilleurs réalisateurs
| Rang | Joueur | Poste | Points | Essais | Transf. | Pén. | Drops |
| ---- | ------ | ----- | ------ | ------ | ------- | ---- | ----- |
| 1    | -      | -     | -      | -      | -       | -    | -     |
| 2    | -      | -     | -      | -      | -       | -    | -     |
| 3    | -      | -     | -      | -      | -       | -    | -     |

Meilleurs marqueurs
| Rang | Joueur | Poste | Essais |
| ---- | ------ | ----- | ------ |
| 1    | -      | -     | -      |
| 2    | -      | -     | -      |
| 3    | -      | -     | -      |
| 4    | -      | -     | -      |
| 5    | -      | -     | -      |